# Yala Swamp
Yala Swamp är ett träsk i Kenya. Det ligger i den västra delen av landet, 300 km väster om huvudstaden Nairobi.